# Claude Mydorge
Claude Mydorge   (París, 1585 - juliol 1647) va ser un matemàtic aficionat francès.

## Vida i obra
Mydorge va néixer, viure i morir a París en una important i rica família francesa. Va ocupar diferents càrrecs oficials (Conseiller au Châtelet, tresorer de la generalitat d'Amiens) que li proporcionaven força temps lliure per dedicar-lo a l'estudi de les matemàtiques, l'astronomia i l'òptica. A partir, aproximadament, de 1625 va establir una sòlida relació amb Descartes qui el considerava un amic fidel i prudent.
Aquest mateix any de 1625 va publicar sota el pseudònim de D.A.L.G. un tractat sobre l'astrolabi i li va enviar a Descartes un demostració purament geomètrica de que es poden trobar dues mitjanes proporcionals mitjançant una paràbola. La seva obra més notable la va publicar el 1631 amb el títol de Prodromi Catoptricorum et Dioptricorum Sive Conicorum Operis que va ampliar en una nova edició el 1639. L'obra és el resultat dels seus treballs amb Descartes sobre la refracció de la llum a partir de 1626. El propòsit del llibre, a més de tractar temes d'òptica com la reflexió i la refracció, era simplificar les demostracions proporcionades per Apol·loni en el seu llibres de les Còniques, tradició que va reprendre anys després Philippe de la Hire.